# Thyratron

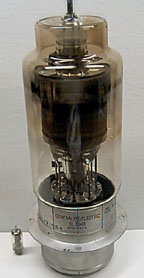
Thyratron hydro GE khổng lồ được dùng trong các radar xung, bên cạnh là thyratron 2D21 cỡ nhỏ cao 2,125 inch

Các ký hiệu Thyratron sử dụng phổ biến ở Hoa Kỳ và ở Châu Âu

Thyratron là một loại đèn phóng điện khí với cathod nóng, được sử dụng làm công tắc hoặc bộ chỉnh lưu công suất cao có điều khiển bằng điện cực lưới (grid).
Đèn có cấu trúc giống như đèn điện tử ba cực, nhưng có chứa khí. Khí được sử dụng là hơi thủy ngân, xenon, neon, krypton, và trong các ứng dụng điện áp cao đặc biệt hoặc các ứng dụng cần thời gian chuyển mạch rất ngắn là hydro .
Khi đèn ở trạng thái cấm và chênh lệch điện áp giữa anod và cathod đủ lớn, nếu có xung mở đưa vào cực lưới thì sẽ gây ra phóng điện. Sự nhân lên của điện tử xảy ra khi khí bị ion hóa, tạo ra một hiện tượng gọi là phóng điện Townsend. Giống như các đèn phóng điện khí khác, trạng thái thông của đèn duy trì đến khi chênh lệch điện áp giữa anod và cathod giảm đến mức tối thiểu nào đó gọi là điện áp tắt, làm đèn chuyển sang trạng thái cấm. Thyratron có thể xử lý dòng điện lớn hơn nhiều so với các đèn điện tử chân không cứng tương tự. Khác với đèn điện tử, thyratron không thể sử dụng để khuếch đại tín hiệu tuyến tính.
Từ những năm 1960 chỉnh lưu bán dẫn thyristor đã thay thế thyratron trong hầu hết các ứng dụng năng lượng thấp và trung bình . Ngày nay thyratron thuộc loại công nghệ lỗi thời.